# Let It Be… Naked
Let It Be... Naked – en español: «Déjalo ser... al desnudo»– es un álbum de reedición del álbum Let It Be de la banda de rock The Beatles, lanzada en 2003. Su edición fue idea de Paul McCartney, quien siempre había mostrado su desagrado con la forma en que Phil Spector había producido Let It Be, y muy especialmente su canción "The Long and Winding Road". McCartney quería mostrar cómo querían The Beatles que se hubiera editado el disco. Let It Be... Naked salió a la venta en 2003. En abril de 2013 salió oficialmente a la venta en iTunes y en 2018 empezó a estar disponible en plataformas de streaming como Spotify entre otros.

## Origen del Proyecto Naked
A través de los años se discutió mucho acerca de la técnica del "muro de Sonido" de Spector como la causa de que el álbum Let It Be sufriera una disminución de la calidad de la música por sus orquestaciones y uso de coros femeninos. La intención original de The Beatles en 1969 fue mantener la música simple, regresar a sus raíces del rock and roll y ser capaces de tocar fácilmente las canciones en posibles actuaciones en directo, a las que habían renunciado en 1966.
El origen del proyecto Let It Be...Naked creció durante una reunión de Paul McCartney y el director del documental "Let It Be" Michael Lindsay-Hogg en un avión a inicios del año 2000. McCartney y Lindsay-Hogg comentaban la no disponibilidad de la película tanto en VHS y DVD, lo cual guio la discusión de una posible "banda sonora" remezclada para acompañar un futuro lanzamiento en DVD. A inicios de 2002, McCartney encargó a los ingenieros de sonido en el estudio de Abbey Road Paul Hicks, Guy Massey y Allan Rouse que buscasen en los archivos EMI y ensamblasen un nuevo álbum de estudio con los 30 rollos de cinta grabados durante las sesiones de enero de 1969. Debido a que gran parte del material del Let It Be fue grabado en vivo, existían muchas anomalías en el sonido de las cintas. Hicks, Massey y Rouse realizaron un profundo trabajo limpiando digitalmente cada pista de cada canción antes de remezclarla. Algunas tomas fueron editadas juntas para obtener la mejor versión final posible. 
En el caso de una canción "Dig a Pony" una nota errada cantada por John Lennon fue digitalmente corregida y colocada en su tono.

## Diferencias notables
Dos canciones incluidas en el álbum Let It Be original "Maggie Mae" y "Dig It" fueron excluidas, ya que fueron esencialmente improvisaciones de estudio ("Maggie Mae" es una tradicional canción de folk de Liverpool) y se pensó que eran bastante débiles para su inclusión. En su lugar fue añadida una versión de "Don't Let Me Down", de Lennon (una composición editada de las dos versiones del concierto en el tejado). "I've Got a Feeling" es presentada además en una nueva edición compuesta de las dos tomas del concierto en el tejado. "Across the Universe" (la cual realmente data de febrero de 1968, un año antes de que fuera grabado el resto del álbum) se mantuvo, aunque desprovista de casi todos sus sobreproducciones. 
Otra llamativa diferencia es en "The Long and Winding Road" de McCartney. La última toma grabada (la cual aparece en la película) fue escogida sobre la toma antigua que Phil Spector había escogido para el álbum original (la misma toma sin adornos del álbum Let It Be puede ser encontrada en el compilatorio Anthology 3). Naturalmente, la versión del ...Naked está desprovista de los pesados añadidos de orquesta y los coros monótonos de Phil Spector.
El diálogo de estudio del álbum original fue eliminado, así como el diálogo del concierto en el tejado del 30 de enero de 1969 que originalmente cerraba el álbum. Adicionalmente, el orden de las canciones difiere del álbum Let It Be original.
Tras el lanzamiento del Let It Be... Naked en 2003, muchos se refirieron a este CD con las versiones simples de las canciones como la versión "de-Spectorizada" del álbum Let It Be original.
El álbum recibió críticas divididas de la prensa musical. Algunos objetaron fuertemente a que se eliminaran los diálogos entre canciones, como originalmente fue intentado al ser parte del álbum Get Back (nombre original, que indicaba su intención de volver a sus raíces) y el subsecuente Let it Be.
La portada es un negativo monócromo de la imagen original, aunque la fotografía de George Harrison fue reemplazada por una nueva, al parecer por razones estéticas, ya que si la fotografía original es expuesta en modo monocromático sus dientes lucen completamente negros.

## Detalles pista por pista
"Get Back" - un remix de la toma grabada el 27 de enero de 1969 utilizada tanto para el sencillo como para el álbum; sin la coda grabada el 28 de enero que apareció en la versión individual o el diálogo de encuadre del estudio y el concierto en la azotea añadido a la versión del álbum.
"Dig a Pony" - un remix de la toma del concierto en la azotea del 30 de enero de 1969; se eliminó el diálogo de encuadre y el inicio falso; error en el segundo coro (el "porque" en la pista vocal de Lennon) corregido digitalmente.
"For You Blue" - un remix de la toma del 25 de enero de 1969 utilizada en el álbum, que incluye la voz principal regrabada de Harrison del 8 de enero de 1970 y el restablecimiento de su guitarra rítmica; se eliminó el diálogo de encuadre.
"The Long and Winding Road" - la última toma grabada el 31 de enero de 1969, en lugar de la toma del álbum del 26 de enero. Inédito anteriormente.
"Two of Us" - un remix de la toma grabada el 31 de enero de 1969 utilizada en el álbum; se eliminó el diálogo de encuadre; se corrigió digitalmente un pequeño error en la interpretación de la guitarra acústica de Lennon.
"I've Got a Feeling" - una edición compuesta de dos tomas del concierto en la azotea.
"One After 909" - un remix de la toma del concierto en la azotea; se ha eliminado la interpretación improvisada de "Danny Boy".
"Don't Let Me Down" - una edición compuesta de dos tomas del concierto en la azotea. Inédito anteriormente.
"I Me Mine" - una recreación remezclada y ligeramente diferente de la edición de Spector (que había aumentado la longitud de la pista copiando/pegando el segundo estribillo al final) de la pista grabada el 3 de enero de 1970; orquesta eliminada, sobregrabaciones de guitarra y partes de órgano mezcladas dentro y fuera para hacer que el verso repetido suene diferente.
"Across the Universe" - un remix de la versión original grabada el 4 de febrero de 1968, sin alteración de velocidad/tono, efectos de sonido, piano, maracas y coros; con efectos de eco exclusivos de esta versión.
"Let It Be" - un remix de la toma 27 del 31 de enero de 1969 utilizado para la versión individual de George Martin y la versión del álbum de Spector, con piezas de edición que incluye el solo de guitarra de Harrison de la toma 27 editado.

## Lista de canciones
Todos los temas escritos por Lennon/McCartney excepto donde se indique.
| N.º   | Título                      | Duración |  |
| 1.    | «Get Back»                  | 2:34     |  |
| 2.    | «Dig a Pony»                | 3:38     |  |
| 3.    | «For You Blue» (Harrison)   | 2:27     |  |
| 4.    | «The Long and Winding Road» | 3:34     |  |
| 5.    | «Two of Us»                 | 3:21     |  |
| 6.    | «I've Got a Feeling»        | 3:30     |  |
| 7.    | «One After 909»             | 2:24     |  |
| 8.    | «Don't Let Me Down»         | 3:18     |  |
| 9.    | «I Me Mine» (Harrison)      | 2:21     |  |
| 10.   | «Across the Universe»       | 3:38     |  |
| 11.   | «Let It Be»                 | 3:55     |  |
| 35:04 |                             |          |  |

## "Fly on the Wall"
El disco 2 incluye una pista llamada "Fly on the wall", traducida como "Mosca en la pared". Presenta diálogos breves, ensayos de canciones, discusiones, planes para el futuro y cosas que los Beatles hicieron durante el mes de enero de 1969 en la grabación del álbum original, y son presentados al oyente como si se tratara de un elemento que permanece inmóvil mientras los sonidos se presentan a sus oídos.

## Canciones que aparecen en "Fly on the Wall"
- "Sun King" – 0:12–0:31
- "Don't Let Me Down" – 0:32–1:05
- "One After 909"– 1:30–1:38
- "Because I Know You Love Me So" – 2:42–4:15
- "Don't Pass Me By" (Ringo Starr) – 5:03–5:06
- "Taking a Trip to Carolina" (Starr) – 5:32–5:52
- "John's Piano Piece" (Lennon) – 5:53–6:13
- "Child of Nature" (Lennon) – 6:29–6:53
- "Back in the U.S.S.R." – 6:54–7:06
- "Every Little Thing" – 7:20–7:30
- "Don't Let Me Down" – 7:31-7:51/8:00–8:31
- "All Things Must Pass" (Harrison) – 9:00–9:38
- "John's Jam" – 10:07–10:26
- "She Came In Through the Bathroom Window" – 10:58–11:03
- "Paul's Bass Jam" – 11:16–11:30
- "Paul's Piano Piece" (McCartney) – 12:59–13:59
- "Get Back" – 16:01–16:15
- "Two of Us" – 17:03–17:24
- "Maggie Mae" (Tradicional, Lennon–McCartney–Harrison–Starkey) – 17:25–17:47
- "Fancy My Chances with You" – 17:48–18:15
- "Can You Dig It?" (Lennon–McCartney–Harrison–Starkey) – 18:39–19:10
- "Get Back" – 19:35–20:08

- Datos: Q1507902